# Hovorčovice

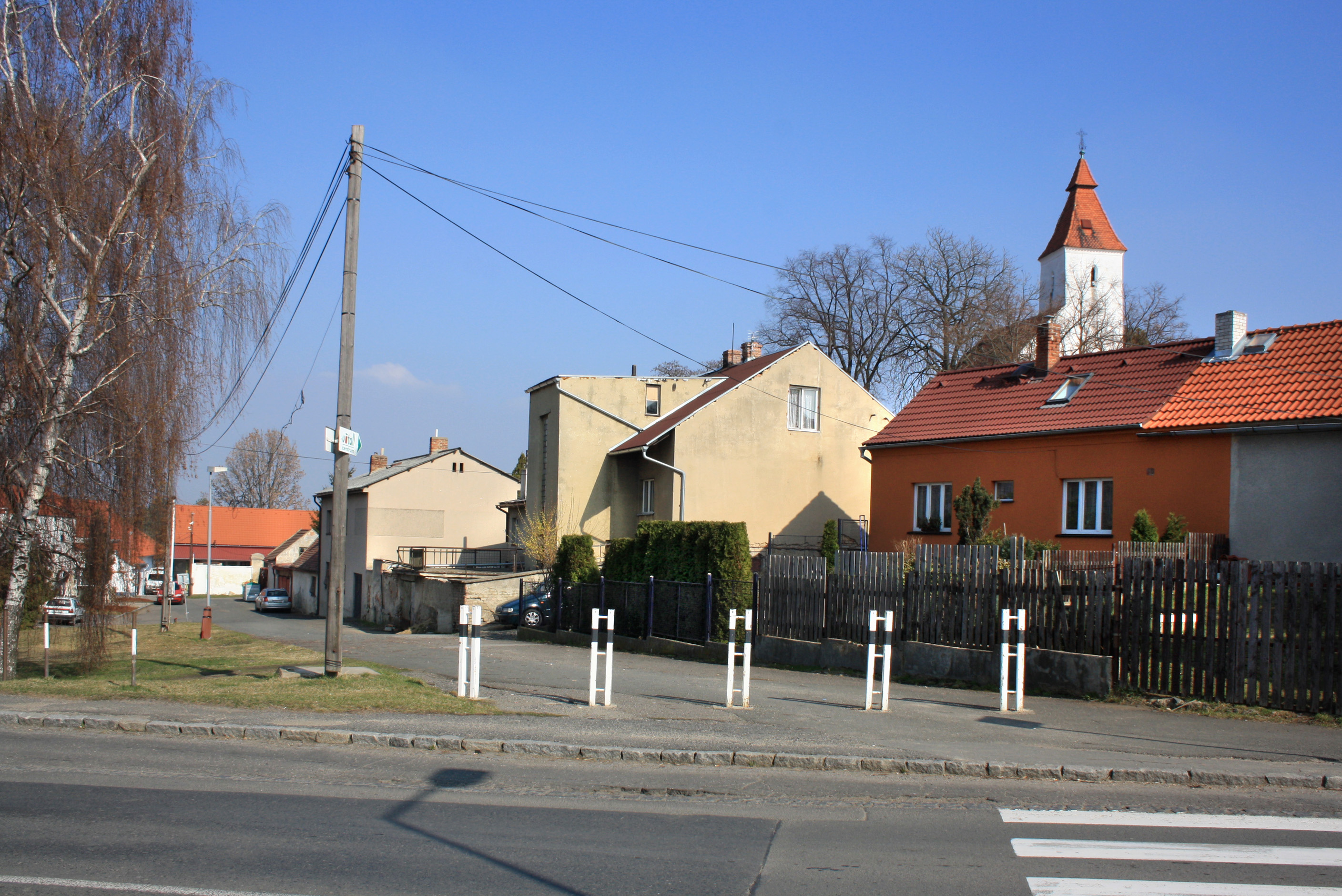
Hovorčovice

Hovorčovice (deutsch Hovortzovitz) ist eine Gemeinde in Tschechien. Sie liegt an der Stadtgrenze von Prag im Okres Praha-východ. Das Dorf hat 137 Hektar Ackerboden.

## Geschichte
Die erste schriftliche Erwähnung stammt aus dem Jahr 1088.
Der Ort war Mitbegründer der Mikroregion Povodí Mratínského potoka, ist aber wieder ausgetreten.

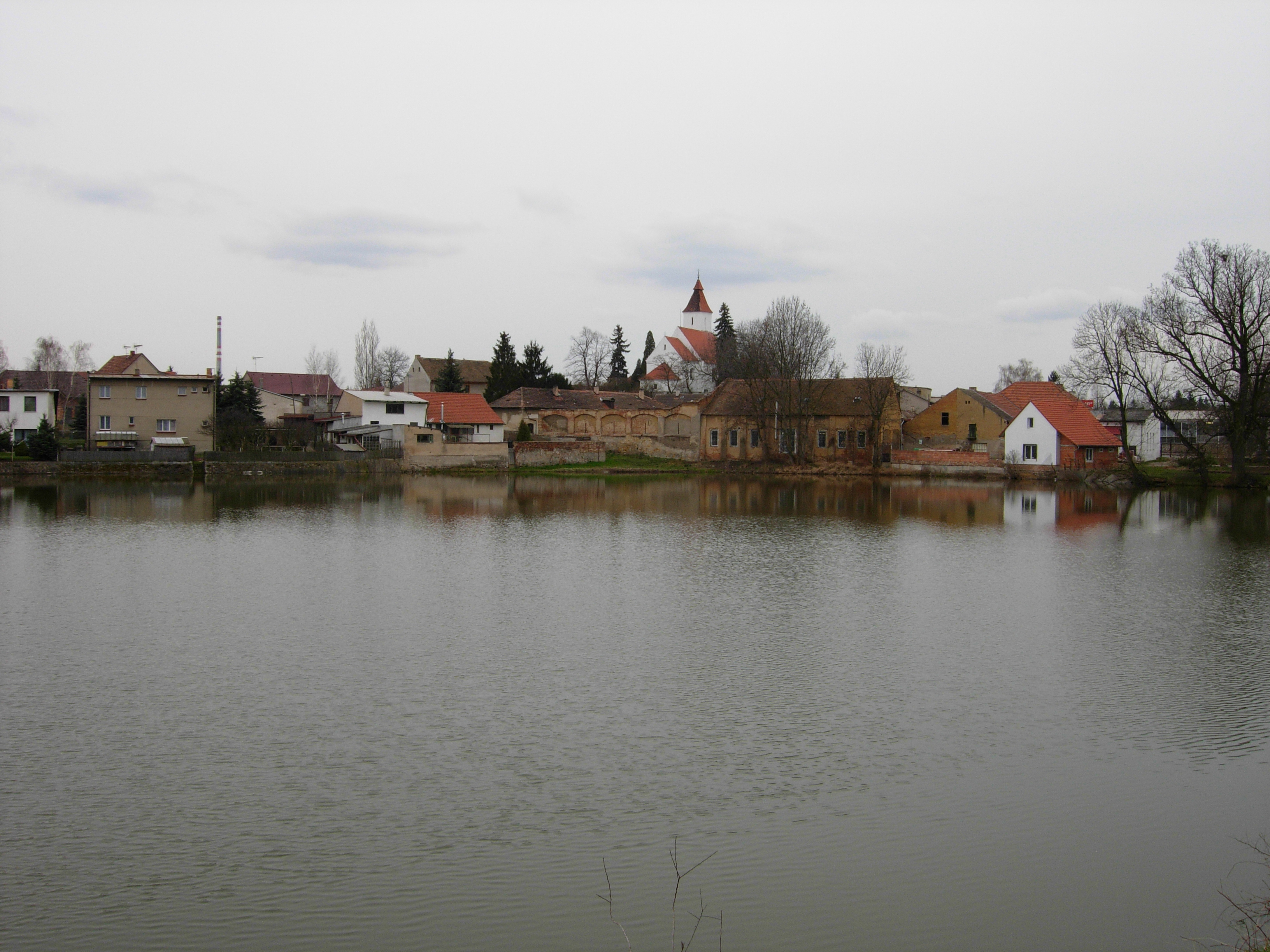
Ortsansicht
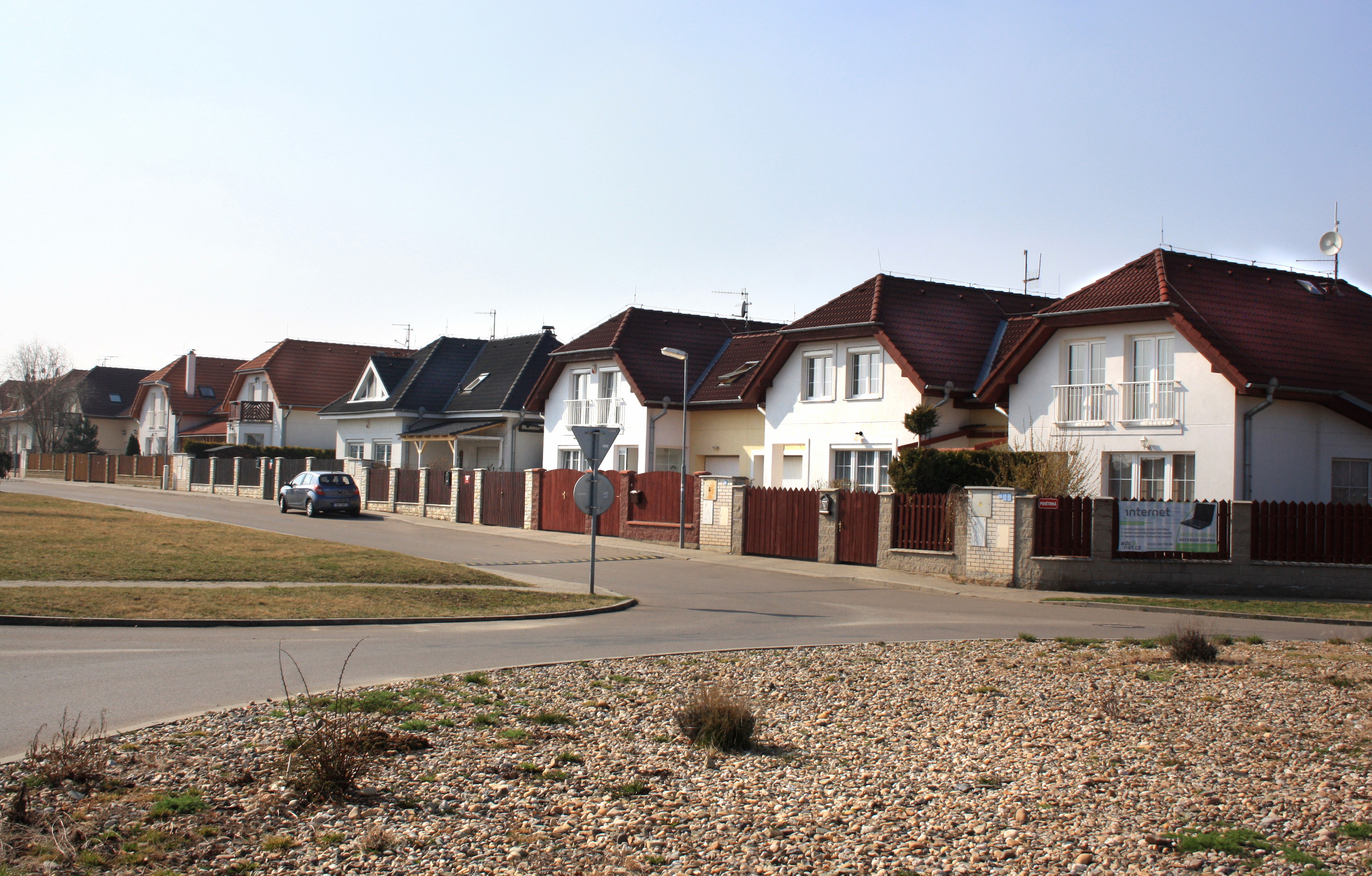
Povětrnástraße